# 日本とエチオピアの関係

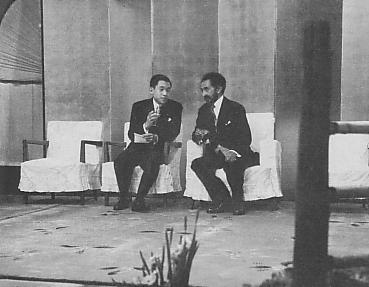
1955年（昭和30年）11月、皇太子明仁親王（当時）とハイレ・セラシエ1世の会談

この項目では、日本とエチオピアの関係（にほんとエチオピアのかんけい、英語: Ethiopia–Japan relations、アムハラ語: ኢትዮጵያ–ጃፓን ግንኙነት）について述べる。エチオピアと日本の関係の特徴として、西洋列強によるアフリカ分割が進む19世紀末の1896年の第一次エチオピア戦争に於ける「アドワの戦い」でエチオピア帝国がイタリア王国を破ったことと、20世紀初頭の1905年の日露戦争に於いて大日本帝国がロシア帝国を破ったことを並べて、双方が共に有色人種が白色人種を破ったことを共通点として視る人種論的な議論が、アドワの戦いに際しては南アフリカ、アメリカ、カリブ地域で白人に抑圧されていた黒人の間に、日露戦争については中国、ベトナム、インド、トルコ、エジプトなどのアジアの民衆レベルにそれぞれ存在して汎アジア主義と汎アフリカ主義を盛り上げたことが挙げられる。また、当時のエチオピア帝国と日本の皇室は世界最古級の皇室であり、縁談もあったことから君主間の連帯感もあったとされる。

## 前史
江戸時代の1675年にアルメニア人商人、ホジャ・ムラードが「エチオピア諸王の大使」としてバタビア（現在のインドネシア）から天皇にシマウマを二頭贈り、日本からは銀と衣類が返礼に贈られた。
その後、西川如見は1708年に全五巻から成る『増補華夷通商考』を刊行し、第五巻でエチオピアのことを、アラビア語で混血を意味する言葉に由来する「アビシニイ」として記述、当時の清国で布教していたカトリック教会のイタリア人宣教師の知見を引き継ぎ、初めて日本にアフリカの地誌を紹介したが、そこで日本に紹介された「アビシニイ」観は当時のヨーロッパ人の黒人蔑視を引き継いだものであった
。
明治維新後、福沢諭吉は1869年に刊行された『世界国尽』にて「あびしにあ」に「阿彌志仁屋」なる漢字を当てて紹介している。
第一次エチオピア戦争に際し、日本政府は関心を持ち、明治29年（1896年）4月5日付の外交文書で、大山巌陸軍大臣が陸奥宗光外務大臣に対してエチオピアを「征伐」するイタリア軍に日本陸軍を従軍視察させる案を述べ、この外交文書は日本の外交文書に於ける「アビシニヤ」という言葉の初出となったものの、この案はイタリア側から断られている。

## 第一次世界大戦以後

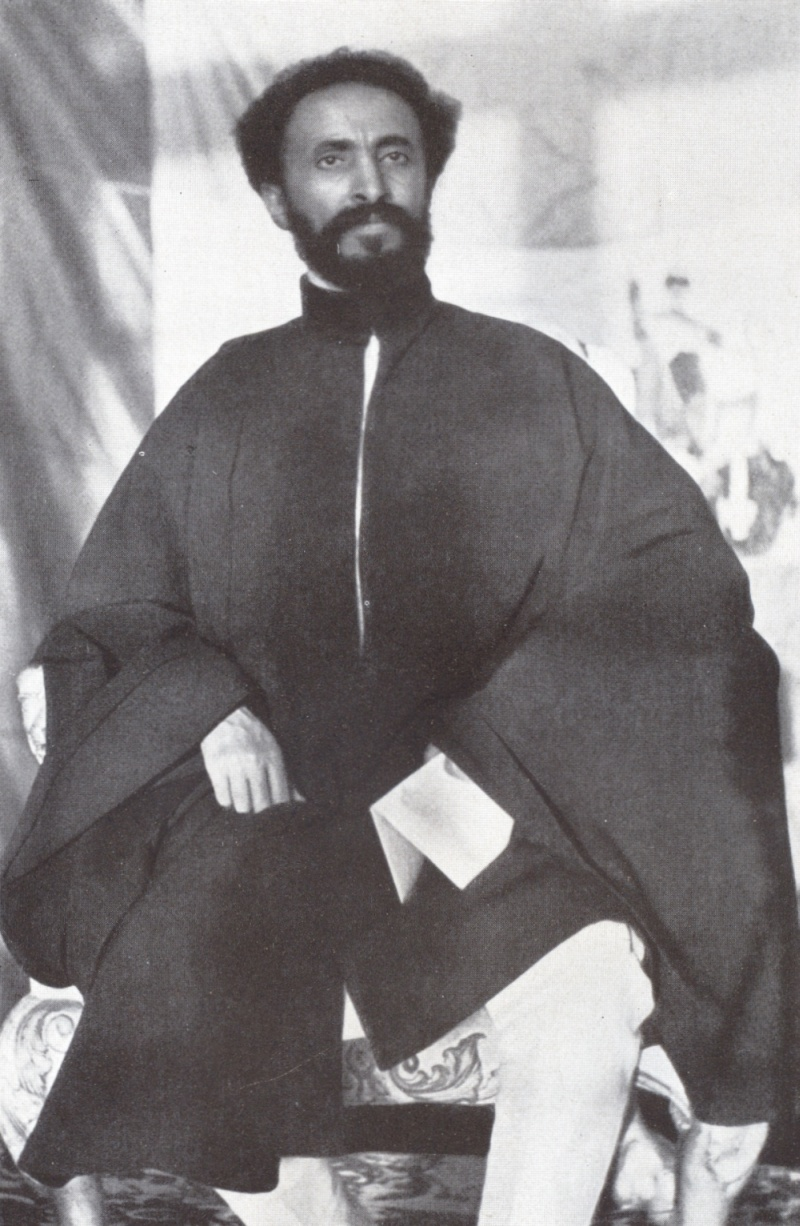
ハイレ・セラシエ1世。1934年

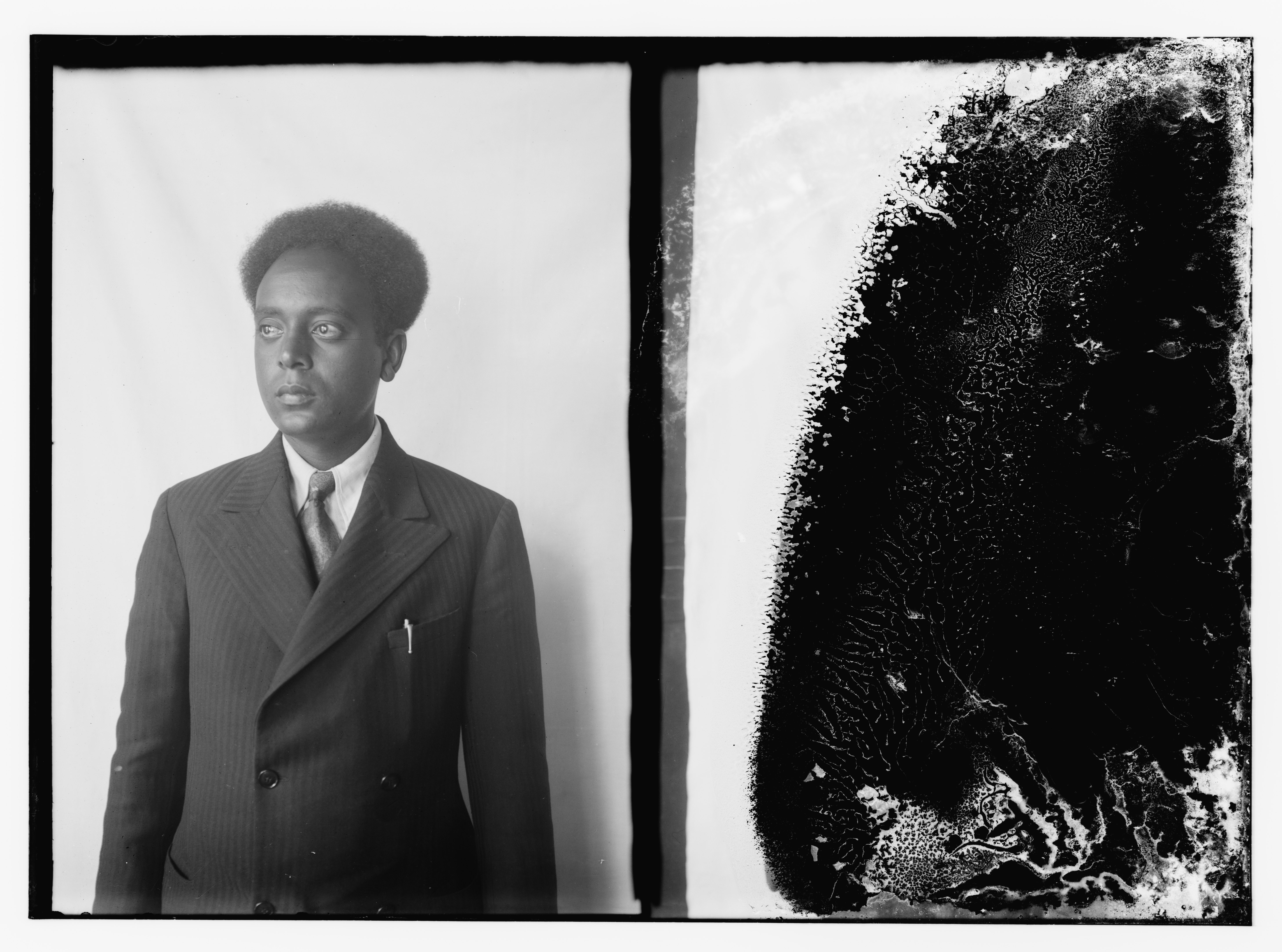
ハイレ・セラシエ1世の甥・アラヤ・アババ

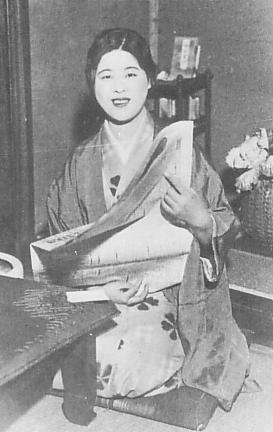
アラヤ王子の婚約者に名乗りをあげた黒田広志子爵の娘・雅子(1912－1989)。身長五尺三寸（約160cm）、千葉久留里藩主の後裔。数十の立候補から10名が厳選され、王子が第一候補として雅子を選んだ

第一次世界大戦終結後、1919年1月に開催されたパリ講和会議で今後の戦争再発防止のための国際連盟の創設が提唱された後、エチオピア帝国の摂政タファリ・マコネンは国際連盟本部を訪れ、エチオピアの国際連盟加盟のために国際連盟日本代表の杉村陽太郎と会談したことがエチオピアと日本の初の公的な接触となった。ヨーロッパ諸国からエチオピア国内の奴隷制と奴隷貿易が国際連盟加盟のための障碍だと看做されたため、タファリは国内の奴隷制廃止を決め、1923年にエチオピアの国際連盟加盟が認められた。タファリはヨーロッパからの帰国の際に帰路のエジプトのポートサイドにて駐ポートサイド日本領事館副領事、黒木時次郎と会見し、黒木はそのまま1924年にエチオピアの首都アディスアベバを訪問、東京の外務省本省に日本とエチオピアの経済関係樹立の必要性を報告した後、1926年に再びエチオピアを訪問している。
1927年6月に大日本帝国外務省は駐ルーマニア公使、武者小路公共をエチオピアに派遣し、摂政タファリとの間で「日本・エチオピア通商友好条約」を調印した。なお、この条約はエチオピアの公用語アムハラ語で書かれていたため日本側で詳解できず、内容を確かめもせず調印した武者小路の責任が問われ、正式な公布までに5年かかった。
1927年9月には、大山卯次郎（1870-1939、第6代サンフランシスコ総領事）を団長とする専門家らによる東アフリカ経済事情調査隊が外務省より派遣され、翌年報告書が刊行された。
1930年4月にエチオピアの女帝ザウディトゥが病死し、摂政にして皇太子であったタファリが皇帝ハイレ・セラシエ1世に即位した後、1930年11月2日の戴冠式に際し、ヨーロッパ諸国が代表を派遣したのと同様に、大日本帝国も駐トルコ共和国大使吉田伊三郎を派遣した。
皇帝即位の翌1931年7月にハイレ・セラシエ1世はエチオピア初の成文憲法、「エチオピア1931年憲法」を大日本帝国憲法を範にして制定している。エチオピアでは、日露戦争での日本の勝利以降、同じ長い皇帝統治の歴史を持ちながら近代化に成功した日本に対する関心が高まっていた。また、同1931年9月にハイレ・セラシエ1世は外務大臣で同国最高の爵位ブラッテンゲタ(日本の公爵にあたる)を有するヘルイ・ウォルデ・セラシエを団長にした使節団を日本に派遣し、一行は11月に来日した。日本政府はシンガポール、サイゴン、香港、上海と寄港地ごとに現地領事官を船に差し向けて一行を歓迎し、日本国内でも連日新聞報道がなされ、神戸港到着時には市民千人が出迎え、東京でも両国旗を持った人で沿道が埋め尽くされた。一行は天皇に謁見し、日光、箱根観光ののち、名古屋から別府まで各地を視察し、12月24日に離日した。
これをきっかけに同年12月、原藤右門ら両国間の貿易を望む日本人4人が綿布、陶器、硝子、雑貨、薬品、ビールなどの商品見本を携えてエチオピアへ出航した。1932年の夏には、庄子勇之助ら長崎の商工会議所経済調査団がエチオピアに行き、首都アジスアべパで日本商品見本市を開き市場調査を行った。庄子は帰国後、星製薬社長星一の要請をうけ、アフリカでの薬草栽培の計画をもって、1935年に再度エチオピアに向かい、皇帝に謁見するなど、現地の新聞紙上を賑わした。
ヘルイ使節団帰国後の翌1932年に大阪に初代エチオピア名誉領事として安住伊三郎が任命された。安住は、大阪の安住大薬房の代表であり、大阪アフリカ輸出組合理事長を務めていた。翌1933年に湯川忠三郎（内外物産社長、大阪商工議所常議員）が名誉領事を引き継いでいる。両国貿易は活発化し、エチオピアの対日輸出品の9割は皮革とコーヒー、また輸入品の5割は綿花製品で、同1933年にエチオピアに於ける日本製品（主に綿製品）の市場占有率は70%に達した。同年、ヘルイ外務大臣はイタリアの新聞に答えて、エチオピアは日本に綿花の耕作地などの土地貸与や、日本の商工業施設の設置を許可するつもりであることを示唆した。こうした日本のエチオピアへの進出により、従来エチオピアに対して経済的に多大の利害関係をもつ伊仏英はこの新事態に対して非常に神経をたかぶらせた。
また、ヘルイ使節団に随行した皇室の縁戚者アラヤ・アババが日本人の華族との結婚を求めたため、アババと千葉県の黒田広志子爵（黒田和志長男）の次女黒田雅子との縁談の話が持ち上がったものの、1934年にヨーロッパの「某国」（1934年4月の『東京日日新聞』の夕刊の表現）の干渉によって破談となっている。時事新報のパリ特派員は、エチオピアの王子と日本女性との縁談は、エチオピア利権を狙うイタリアを刺激し、ローマ政府はエチオピアを威嚇して結婚解消を迫ったと報じた。当時ポルトガル初代日本公使としてリスポンにいた笠間杲雄は、イタリアがこの婚約の報を笠間よりも先に掴んでおり、ムッソリーニが断固反対していると告げられたという。なお、イタリアはその2年後の1936年にエチオピアに侵攻、軍事占領した。
ヘルイは帰国後、アムハラ語で «ማኅደረ ብርሃን ሀገረ ጃፓን» (Mahdara Berhan Hagara Japan) と題された日本滞在経験を基にした日本についての紀行書を刊行し、1934年に同書は『大日本』の書題で日本語訳刊行されている他、日本でも伊藤久男歌唱の『エチオピアの唄』と題されたレコードが日本コロムビアから同1934年に発売されるなど、この時期はエチオピア、日本の両国間で相互に関心が高まった時期であった。山本七平によると、この頃小学生の間でも「万世一系は日本だけでなくエチオピアもそうらしい」ということが噂になっていたという。

### 第二次イタリア・エチオピア戦争と日本
他方、この頃イタリア王国で政権を掌握していたファシスト党のベニート・ムッソリーニ統領は、1931年の時点で4200万人に達していたイタリアの過剰人口を入植させるために「東アフリカ帝国」の建国を目論み、1931年9月18日の満洲事変勃発以後の日本の行動に無策だった国際連盟の無力さを考慮した上で、高原を有し農業の適地だと思われたエチオピアに狙いを定めていた。ムッソリーニは満洲事変以後、満洲を巡って大日本帝国と対立する中華民国を支持し、1933年以降は中華民国空軍の訓練のための軍事顧問派遣や華伊両国の合弁航空機工場創設など、日本との対立を深める姿勢を打ち出していた。ムッソリーニは1934年のアラヤ・アババと黒田雅子の縁談が世情を賑わせていた際には黄禍論を持ち出し、日本を非難している。また、イタリアの新聞は、エチオピアの金・プラチナ鉱山の開発権を狙う日本がイタリア・エチオピア間の紛争の背後で糸を引いていると報道したが、日本はもちろん国際連盟もこれを否定した。
ムッソリーニは1934年11月から12月にかけてイタリア領ソマリアとエチオピアの国境地帯に位置するワルワルにて「ワルワル事件」を引き起こし、エチオピアを挑発した。エチオピア帝国の皇帝ハイレ・セラシエ1世は1935年1月15日にこの事件を国際連盟に提訴して国際連盟は侵略を非難したものの、国際連盟規約第16条の初の発動となった経済制裁は輸出禁止品目に石油がないなどの点で実効性に乏しいものであり、ハイレ・セラシエ1世は国際連盟から脱退していた日本政府に協力を求めるも、日本は政府レベルではエチオピア、イタリア両国に対し中立を保った。
民間レベルでは黒龍会などの大アジア主義団体がエチオピア支持を表明し、1935年6月には日比谷の「東洋軒」で黒龍会は頭山満を代表に「エチオピア問題懇談会」を開き、エチオピアのヘルイ外務大臣と駐日イタリア大使にエチオピア支持の決議文を送付した他、7月以後は大アジア主義協会、大日本ツラン連盟、愛国青年連盟、愛国婦人会などがエチオピアを支持し、日本刀や医薬品をエチオピアに送っている。他にも重要人物として、1935年6月の「エチオピア問題懇談会」にはインド独立運動家のラース・ビハーリー・ボースがゲスト参加している。

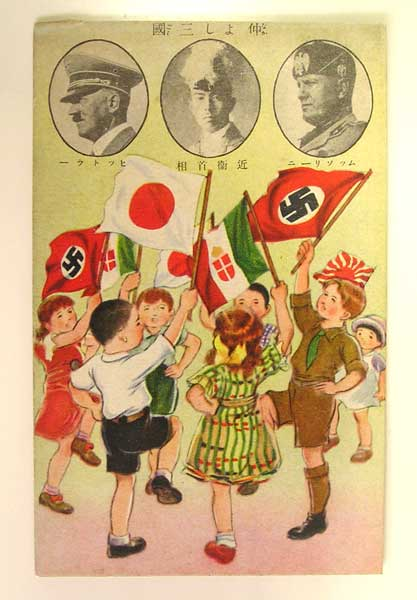
1936年5月5日のエチオピアの首都アディスアベバ陥落とその後のイタリアによるエチオピア領有後、日伊両国はそれまでのイタリア側の黄禍論キャンペーンや日本側の黒龍会によるエチオピア支持の決議文送付などで対立していた関係が清算され、両国はナチス時代のドイツと共に1937年11月に日独伊防共協定を結んでいる。

1935年10月2日の演説にてイタリアの統領、ベニート・ムッソリーニは「アドワの報復」を訴えた後、翌10月3日にイタリア軍がエチオピアに進攻し、第二次エチオピア戦争が勃発すると、高知県では「エチオピア饅頭」が発売されるなど日本の世論はエチオピア支持の論調に傾いたが、日本政府はこの戦争が「第二の満洲事変」であるとの国際社会の論調に配慮し、既に勃発していた中華民国との紛争を有利にするために中立を標榜した。しかしながら、日本のエチオピアに於ける権益保護の為、日本政府は戦争中の1936年1月に駐アディスアベバ日本公使館を開設している。右翼の大亜細亜主義者のみならず、左翼の共産主義者からも1936年1月20日付の日本共産党（コミンテルン日本支部）機関紙『赤旗』附録『国際ニュース』第四号にはイタリア帝国主義を非難する記事が掲載されたが、同時期のスペイン人民戦線に対して行われたような日本の共産主義者による具体的なエチオピア支援運動は行われなかった。
1936年2月にイタリア軍が毒ガスを用いてエチオピア軍を撃滅し、同年5月2日にハイレ・セラシエ1世がジブチ経由でロンドンに亡命、5月5日にピエトロ・バドリオ率いるイタリア軍が首都アディスアベバに入城し、第二次エチオピア戦争がエチオピアの敗戦に終わると、日本の世論のエチオピアへの関心は萎み、日本政府も1935年6月に第二次エチオピア戦争と満洲事変の類似性を考慮した結果、イタリアによるエチオピア領有を承認し、戦後1937年11月に日独伊防共協定を結ぶなど急速にイタリアに接近した。エチオピア戦争以前にエチオピアを支持していた大亜細亜主義者やラース・ビハーリー・ボースも反ソ連、反共産主義などを理由に、エチオピアの敗戦後はナチス・ドイツを介しての黄禍論を唱えていたムッソリーニのイタリアと日本の接近を歓迎した。エチオピア敗戦までエチオピアを支持していた日本の政治家や財界人も、綿製品を中心としたエチオピアに於ける日本の経済的な権益を考慮し、満洲に於ける日本の権益とエチオピアに於けるイタリアの権益を取引することを選んだ。
このころの駐エチオピア代理公使として、鈴木九萬、浅田俊介。
1939年に第二次世界大戦が勃発し、枢軸国イタリアと連合国イギリスが東アフリカ戦線で衝突した後、イタリア軍を破った1941年5月5日にイギリス軍と共にハイレ・セラシエ1世が首都アディスアベバに凱旋した後、同年12月の真珠湾攻撃による日本の対米英宣戦布告後、翌1942年にエチオピアはイギリスとの協定に基づき、日本に宣戦布告し、両国は交戦状態に突入した。しかし1945年9月2日の日本の降伏まで両国正規軍間で実質的な交戦が行われることはなかった。

## 第二次世界大戦以後
連合国による日本占領の最中である1950年6月25日に朝鮮戦争が勃発した後には、エチオピアは国連憲章第7章が初めて発動したこの戦争をかつて自らが国際連盟で訴えた集団安全保障の実践 として国連軍にエチオピア軍を派兵し、アメリカ軍や韓国軍と共に北朝鮮軍及び中国人民志願軍と交戦しており、その際に日本の横浜市はエチオピア兵の後方休暇地となっている。1951年のサンフランシスコ講和条約にはエチオピアも調印を行っている。1952年4月28日に同条約が発効した後、6月にエチオピアが同条約を批准し、1955年に両国は国交を回復した。

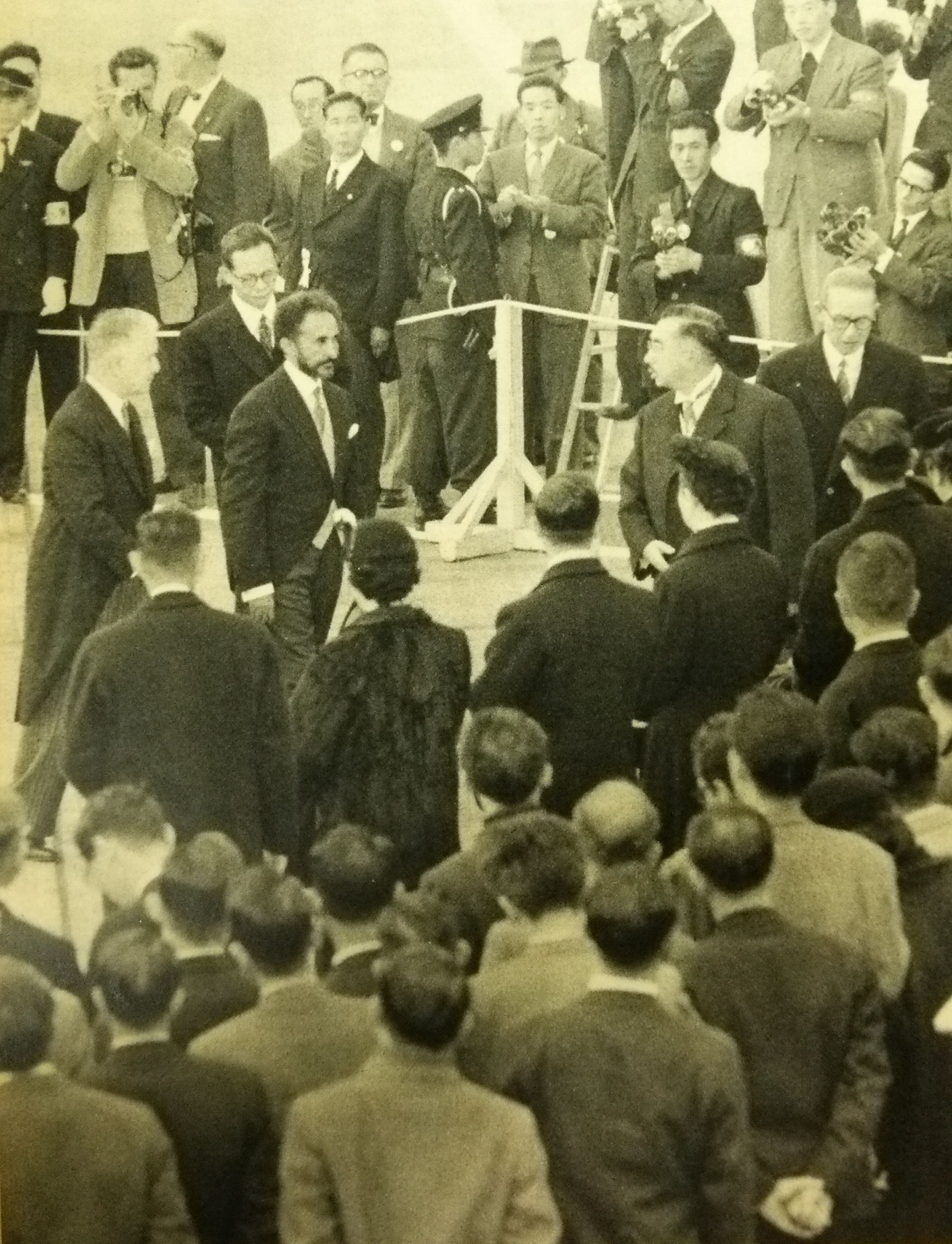
1956年11月19日に来日したハイレ・セラシエ1世を出迎える昭和天皇（羽田空港にて）

1956年11月にはハイレ・セラシエ1世が訪日し、戦後初の国家元首の訪日となった。1957年には「日本・エチオピア友好通商条約」が調印され、1958年にはアディスアベバと東京に両国の大使館が相互に開設された。また、ハイレ・セラシエ1世は日本庭園造営のための庭師や1960年に元関東軍の陸軍中将池田純久を団長とする6人の政治顧問団を受け入れている。日本からも1960年11月に明仁皇太子と美智子皇太子妃がエチオピアを訪問している。
1960年ローマオリンピックのマラソンでエチオピアのアベベ・ビキラが金メダルを獲得した際は「はだしのアベベ」として日本でも有名になり、アベベは1964年東京オリンピックにも登場し金メダルを獲得している。その後も現在に至るまでエチオピアはマラソンの強国として日本でも知られている。
1970年の大阪万博の際にハイレ・セラシエ1世は二度目の訪日を果たした。1971年には社団法人「日本エチオピア協会」が発足した他、青年海外協力隊のエチオピア派遣も決定している。
1974年の社会主義革命による帝政打倒後、1977年に成立したメンギスツ政権がソビエト連邦との友好関係を強固に打ち出すと、エチオピアと日本の関係は冷却化したが、1984年に安倍晋太郎外務大臣がエチオピアを訪問している。
東西冷戦終結後は日本からエチオピアへの政府開発援助(ODA)を通じた関係がある他、1998年、2003年、2008年の第二回、第三回、第四回アフリカ開発会議(TICAD)の際にはエチオピアからメレス・ゼナウィ首相が訪日し、2006年には日本から小泉純一郎内閣総理大臣がエチオピアを訪問した。また、2013年には第五回アフリカ開発会議の際にハイレマリアム・デサレン首相が来日、2014年には安倍晋三首相がエチオピアを訪問した。
2015年4月12日、エチオピア航空がアディスアベバ～成田線（香港経由）に週三便で就航した。
- 在留日本人数 -178人（2021年10月現在：外務省在留邦人数統計）[65]
- 在日エチオピア人数 -450人（2021年12月現在：法務省在留外国人統計）[65]

## 外交使節

### 駐日エチオピア大使・公使

#### 駐日エチオピア公使
- （臨時代理公使）アトナフ・マコンネン海軍大佐（1957年）

1. ゴイトム・ペトロス（1957～1959年、うち1958年以降は臨時代理大使を兼任）[66]

#### 駐日エチオピア大使
- ヨハンズ・レダ＝エクジー（1959～1965年）[66][67]
- ペトロス・サフロー（1965～1967年）[66]
- エフライム・ボロウ（1967～1970年、信任状捧呈は11月21日[68]）[66]
- ハイレ・マリアム・ケベデ（1970年～）[66]
- ウォルク・モーガス（1989年以前[69][70]～）
- ムラトゥ・テショメ・ウィルトゥ（後のエチオピア大統領、1992～1994年、信任状捧呈は4月30日[71]）
- マハディー・アーメット（1996～2002年、信任状捧呈は5月28日[72]）
- コアング・トゥトゥラム・ドゥング（2002～2006年、信任状捧呈は4月18日[73]）
- アブディラシッド・ドゥラネ（2006～2011年、信任状捧呈は4月21日[74]）
- マルコス・タクレ・リケ（2011～2016年、信任状捧呈は3月25日[75]）
  - （臨時代理大使）ハイル・テフェラ・ギャロムサ（2016年）
- チャム・ウガラ・ウリヤトゥ（2016～2019年、信任状捧呈は4月18日[76]）
  - （臨時代理大使）サミュエル・エニュ・イェシャネ（2019年）
- カサ・テクレベルハン・ガブラヒウォット（2019～2021年、信任状捧呈は7月4日[77]）
  - （臨時代理大使）ヨハネス・ファンタ・ウォルデギオルギス（2021～2022年）
- テフェラ・デルベゥ・イマム（2022～2023年、信任状捧呈は6月24日[78]）
  - （臨時代理大使）ヨハネス・ファンタ・ウォルデギオルギス（2023年）
- ダバ・デベレ・フンデ（2023年～、信任状捧呈は7月12日[79]）

## 脚註